# Catherine Colomb
Catherine Colomb, pseudonyme de Marie-Louise Colomb, épouse Reymond, née en 1892 à Saint-Prex et morte le 3 novembre 1965, est une femme de lettres vaudoise.

## Biographie
Orpheline de mère à l'âge de cinq ans, Catherine Colomb est élevée par sa grand-mère maternelle. Elle passe son enfance et sa jeunesse à Begnins, puis à Lausanne, où elle achève en 1916 des études classiques par une licence ès lettres. Catherine Colomb rédige par ailleurs plus d'une vingtaine d'articles pour la presse suisse romande de 1913 à 1920. Elle rédige une thèse de doctorat sur « Béat de Muralt, voyageur et fanatique » qu'elle abandonne avant la soutenance. À part de longs séjours en Allemagne, en Angleterre et à Paris, avant son mariage en 1921, et la naissance de ses deux fils en 1923 et 1929, Catherine Colomb demeure toute sa vie dans le canton de Vaud, à Yverdon-les-Bains, Lausanne et Prilly. Les vicissitudes de vieilles familles de la Côte vaudoise, entre leurs châteaux, leurs parcs, le lac et les vignes, inspireront d'ailleurs ses quatre romans Pile ou face, Château en enfance, Les Esprits de la terre et Le temps des anges.
Pendant près de trente ans, Catherine Colomb subordonne ses ambitions littéraires aux exigences de la vie familiale et sociale. Elle commence à écrire en cachette au début des années 1920, le jour même où le cadet de ses fils entre à l'école. Son premier roman, Pile ou face, signé Catherine Tissot, est publié en 1935.
Catherine Colomb est membre de l'Association des écrivains vaudois, de la Société des écrivains suisses et de l'Association suisse des femmes universitaires. Reconnue par le poète Gustave Roud et, en France, par Jean Paulhan, Catherine Colomb est aujourd'hui considérée en Suisse romande comme l'une des écrivaines les plus marquants de la seconde moitié du siècle. Elle a été distinguée par le jury du Prix de la Guilde du Livre (1945) et a reçu le Prix du Livre vaudois (1956) et le Prix Rambert (1962). En 1993, les éditions de l'Âge d'Homme ont publié ses œuvres complètes, plus d'un quart de siècle après sa mort survenue à Prilly le 13 novembre 1965. En 2008, les artistes de Saint-Prex fondent une Association Catherine Colomb visant à promouvoir des événements culturels et promouvoir l'écrivaine.

## Publications
- Pile ou face, 1934
- Châteaux en enfance, Lausanne, Guilde du Livre, 1945 ; Réédition : L'Âge d'homme, 1993
- Les Esprits de la terre, Lausanne, Rencontre, 1953 ; Réédition : L'Âge d'homme, 2002
- Le Temps des anges, Gallimard, 1962 ; Réédition : L'Âge d'homme, 1993

### Posthumes
- La Valise, Lausanne, Âge d'Homme, 1993
- Les Royaumes combattants, Lausanne, Âge d'Homme, 1993
- Catherine Colomb, Œuvres complètes, 3 volumes, Lausanne, L'Âge d'homme, 1993.
- Tout Catherine Colomb, Genève, Zoé, 2019.

## Récompense
- 1956 Prix des écrivains vaudois
- 1962 Prix Rambert

## Sources
- Catherine Colomb, Tout Catherine Colomb, Genève, Éditions Zoé, 2019. L'appareil critique de ce volume des oeuvres complètes de l'auteure contient des analyses détaillées de sa vie et de chacune de ses œuvres.
- Anne-Lise Delacrétaz, Catherine Colomb. En plein et lointain avenir, Lausanne, PPUR ("Savoir Suisse"), 2019.
- « Catherine Colomb », sur la base de données des personnalités vaudoises sur la plateforme « Patrinum » de la Bibliothèque cantonale et universitaire de Lausanne.
- A.-L. Delacrétaz, « Catherine Colomb » dans le Dictionnaire historique de la Suisse en ligne.
- Catherine Colomb. Une avant-garde inaperçue, éd. par Anne-Frédérique Schläpfer (dir.), Jérôme David, Sylviane Dupuis, Genève, MetisPresse, coll. voltiges, 2017,  (ISBN 978-2-94-0406-60-9).
- Anne-Lise Delacrétaz, « Catherine Colomb », dans Histoire de la littérature en Suisse romande. Nouvelle édition, Carouge-Genève, Éditions Zoé, 2015 (ISBN 978-2-88182-943-7), p. 974-989.
- A.Nicollier, H.-Ch.Dahlem, Dictionnaire des écrivains suisses d'expression française, p. 257-259
- P.-O. Walzer Dictionnaire des littératures suisses, p. 85
- H.-Ch. Dahlem, Sur les pas d'un lecteur heureux: guide littéraire de la Suisse, p. 132
- J.-Flore Tappy, Études de Lettres, 1979, série IV, tome 2, no 4, p. 45-77
- Études de Lettres, 1973, série III, tome 6, no 3
- André Corboz, "Catherine Colomb et le "temps libre", Études de Lettres, 1962, série II, tome 5, p. 150-162
- Jean-Luc Seylaz, "Pour saluer Catherine Colomb", La Revue de Belles-Lettres, 1962, no 4, p. 13-20
- 24 Heures. 2008/02/14. p. 25
- MEMO - Le site de l'Histoire
- BCU Lausanne - Accueil - Fichier général des grands fonds